# Aglaomorpha parkinsonii
Aglaomorpha parkinsonii là một loài thực vật có mạch trong họ Polypodiaceae. Loài này được (Baker) Parris & M.C. Roos miêu tả khoa học đầu tiên năm 1985.